# Sikling
Sikling es el calificativo de uno de los clanes familiares y dinastías de reyes vikingos de Götaland, entre los siglos V y VI, periodo conocido como era de Vendel y se consideran legendarios o semi-legendarios de la protohistoria de Suecia. Es un clan familiar infame en la mitología nórdica. Según Skáldskaparmál, descienden del rey Sigar, hijo de Halfdan el Viejo:
<…>el noveno, Sigarr, de ahí vienen los Sikling: esto es la casa de Siggeirr, quien era yerno de Völsungr, y de la casa de Sigarr, quien ahorcó a Hagbardr.
Hversu Noregr byggðist ofrece más detalles sobre los Sikling. Sigar tuvo dos hijos, Siggeir y Sigmund, quien tuvo a su vez a Sigar (el verdugo de Hagbard). Siggeir es el rey de los gautas que mató a Völsung y a nueve de sus hijos. El joven Sigar es quien secuestró a una de las hijas de Haki y mató a una segunda hija según la saga Völsunga y ahorcó a Hagbard, datos que coinciden en Skáldskaparmál y Gesta Danorum (Libro 7) de Saxo Grammaticus. Este hecho también aparece en Háleygjatal y en Ynglingatal.